# Régiment de Bussy-Rabutin
Pour les articles homonymes, voir Bussy et Rabutin.
Le régiment de Bussy-Rabutin est une ancienne unité d'infanterie française dissoute, qui combat durant la guerre de Trente Ans

## Création et différentes dénominations
- Le 20 septembre 1627, Leonor de Rabutin, comte de Bussy, dit Leonor Bussy-Rabutin lève son régiment d'infanterie[1].
- En 1630 le régiment est réformé.
- Le 6 août 1633, le régiment est reformé afin de participer aux actions et combats de la guerre de Trente Ans
- En 1641, il est réduit à 4 compagnies de garnison (et devient inactif).
- Le 6 mars 1652, le régiment est de nouveau reformé, dans le Nivernais, et participe à la guerre franco-espagnole
- Le 29 juillet 1656, le régiment est chargé de la garde de la ville de La Fère qui tenait un des passages de l’Oise[2] et est incorporé, avec d'autres régiments, dans le régiment de La Fère.

## Historique des combats et batailles
Le Régiment de Bussy-Rabutin est présent lors de plusieurs sièges et batailles, parmi ceux-ci :
- Guerre de Trente Ans
  - 1634 :
    - Siège de La Mothe

  - 1635 : 
    - Siège de Moyenvic
    - Siège de Charmes
    - Siège de Neufchâteau

  - 1636 : 
    - Siège de Dole
    - Siège de Corbie

  - 1637 : 
    - Siège de Landrecies
    - Siège de Maubeuge

  - 1639 : 
    - Bataille de Thionville

  - 1640 : 
    - Siège d'Arras

  - 1641 : 
    - Siège de Lens
    - Siège de Bapaume

Ayant subi de lourdes pertes lors de ses deux sièges, il est réduit à 4 compagnies, il est envoyé en garnison puis devient inactif.

Il est recréé le 6 mars 1652 et participe à
- La Fronde et la Guerre franco-espagnole
  - 1652 :
    - Siège de Montrond[3]

  - 1653 :
    - Siège de Château-Porcien
    - Siège de Vervins
    - Siège de Sainte-Ménéhould
- Armée de Catalogne; Guerre des faucheurs
  - 1654 :
    - Siège de Puycerda
- Guerre franco-espagnole
  - 1656 :
    - Siège de Condé
    - Siège de Saint-Ghislain
    - Siège de Valenciennes

Après la victoire de Valenciennes, le 16 juillet, le régiment, ayant subi de lourdes pertes, est dirigé, le 29 juillet, sur la ville fortifiée de La Fère qui tenait un des passages de l’Oise et est incorporé, avec d'autres régiments, dans le régiment de La Fère.